# Under the ladder
Under the ladder (укр. Під драбиною) — пісня українського співака Mélovin, з якою він представив Україну на «Євробаченні-2018» у Лісабоні, де посів 17-е місце. Вона ввійшла до мініальбому «Octopus», який презентували 20 жовтня 2019 року в київському клубі «Atlas».

## Музичне відео
Відео на пісню «Under the ladder» зняли в березні 2018 року. Продюсеркою та ініціаторкою знімання кліпу стала Катерина Мала, режисером — Тарас Голубков. За сюжетом, виконавцю доводиться боротися з перешкодами на шляху до успіху. Прем'єра відбулась 30 квітня 2018 року на відеохостингу «YouTube».

## «Євробачення-2018»
16 січня 2018 року Національна суспільна телерадіокомпанія України оприлюднила імена півфіналістів національного відбору на «Євробачення-2018». До списку учасників, відібраних для участі у відборі, увійшов український співак Mélovin. Він виступив 17 лютого з піснею «Under the ladder» у другому півфіналі, увійшовши до трійки учасників, кваліфікованих до фіналу. А 24 лютого — у фіналі — здобув перемогу, набравши одинадцять балів з максимальних дванадцяти. Після підписання угоди з НСТУ співак офіційно став представником України на «Євробаченні-2018».
10 травня 2018 року з піснею «Under the ladder» Mélovin виступив в другому півфіналі «Євробачення-2018» під вісімнадцятим номером, увійшовши до десятки найкращих, що кваліфікувались до фіналу. У півфіналі він набрав 179 балів, посівши сьоме місце. 12 травня, за результатами жеребкування, співак відкрив фінал конкурсу. У ніч проти 13 травня під час оголошення результатів голосування Mélovin набрав 130 балів, посівши сімнадцяте місце. Національні журі віддали співакові 11 балів, тоді як глядачі — 119.

## Список композицій
| #    | Назва                                     | Автор слів | Автор музики      | Тривалість |
| ---- | ----------------------------------------- | ---------- | ----------------- | ---------- |
| 1.   | «Under the ladder»                        | Майк Раялз | Костянтин Бочаров | 3:00       |
| 2.   | «Under the ladder» (Instrumental version) | Майк Раялз | Костянтин Бочаров | 3:00       |
| 6:00 |                                           |            |                   |            |

## Чарти
| Чарт              | Найвища позиція |
| ----------------- | --------------- |
| Tophit            | 54              |
| Sverigetopplistan | 9               |

## Історія релізу
| Назва                                     | Дата           | Формат              | Лейбл                   |
| ----------------------------------------- | -------------- | ------------------- | ----------------------- |
| «Under the ladder»                        | 5 березня 2018 | Цифрова дистрибуція | UMPG Music              |
| «Under the ladder» (Instrumental version) | 5 березня 2018 | Цифрова дистрибуція | UMPG Music              |
| «Under the ladder»                        | 20 квітня 2018 | Компакт-диск        | Universal Music Denmark |
| «Under the ladder» (Karaoke version)      | 20 квітня 2018 | Компакт-диск        | Universal Music Denmark |